# Takunosuke Funakawa
Takunosuke Funakawa (født 11. juni 1996) er en japansk fodboldspiller.
Han har spillet for flere forskellige klubber i sin karriere, herunder Blaublitz Akita.